# 나이고촌
나이고촌(内郷村)은 니가타현 가리와군에 있던 촌이다. 

## 역사
- 1889년 4월 1일 - 정촌제 시행에 수반해 가리와군 나이고촌이 성립하였다.
- 1956년 9월 30일 - 이시지정과 합병해 아사히정이 되어 소멸하였다.

## 참고문헌
- 『市町村名変遷辞典』東京堂出版、1990年。